# モザンビークの国旗
モザンビークの国旗（Flag of Mozambique）は1983年5月1日に制定された。
この国旗は、元々モザンビーク解放戦線（FRELIMO）の旗のデザインを基調とした。FRELIMO旗は独立後しばらく使用された。
緑は国土の豊かさを示し、黒はアフリカ大陸を示す。黄は豊かな鉱物資源を、白は平和を、赤は独立への苦闘を象徴している。
紋章は黄色の星が国民の連帯と社会主義思想を示し、AK-47（カラシニコフ小銃）は独立への苦闘、鍬は農業と農民、本は教育を示す。
ポルトガル統治時代は、ポルトガルの国旗が掲げられた。

大統領旗

## 歴史的な旗

?提案されたポルトガル領東アフリカの旗
?植民地総督の旗
?植民地高等弁務官の旗
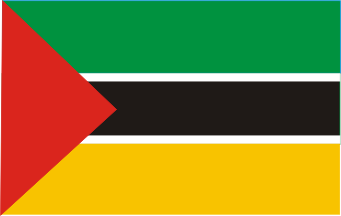
?1962年から1993年までのモザンビーク解放戦線の党旗
?1974年-1975年に用いられていた国旗
?1975年-1983年に用いられていた国旗
?1983年の一時期に用いられていた国旗
?1975年-1982年に用いられていた大統領旗
?1982年-1990年に用いられていた大統領旗